# Melanie Duff
Melanie Francis Ann Duff (31 de octubre de 1961) es una jinete irlandesa que compitió en la modalidad de concurso completo.
Ganó una medalla de bronce en el Campeonato Europeo de Concurso Completo de 1989, en la prueba por equipos. Participó en los Juegos Olímpicos de Barcelona 1992, ocupando el octavo lugar en la misma prueba.

## Palmarés internacional
| Campeonato Europeo | Campeonato Europeo     | Campeonato Europeo | Campeonato Europeo |
| Año                | Lugar                  | Medalla            | Categoría          |
| ------------------ | ---------------------- | ------------------ | ------------------ |
| 1989               | Burghley (Reino Unido) | Medalla de bronce  | Por equipos        |